# 赤堀反応
赤堀反応（あかぼりはんのう、あかほりはんのう、英: Akabori amino-acid reaction）と呼ばれる反応は複数存在する。名称は日本の化学者赤堀四郎（1900-1992年）に因む。
一つ目の反応では、α-アミノ酸を還元糖存在下で酸素と共に加熱することで、アミノ酸が酸化され、脱炭酸することで元のα位にアルデヒドを与える。この反応は質量分析のためのペプチドのジクロロフタルイミド誘導体を調製するために有用である。
2つ目の反応では、α-アミノ酸またはそのエステルがナトリウムアマルガムと塩酸エタノールによって還元され、α-アミノアルデヒドを与える。この過程はブーボー・ブラン還元と概念上は類似している。ブーボー・ブラン還元ではエステルが2つのアルコールまで還元されるのに対して、赤堀反応ではアルデヒドの段階で反応が停止する。